# Klemen Kosi
Klemen Kosi (Maribor, 16 giugno 1991) è uno sciatore alpino sloveno.

## Biografia
Atleta specialista delle prove veloci originario di Maribor, ha debuttato nel Circo bianco l'8 dicembre 2006, disputando una gara FIS a Geilo. In Coppa Europa la sua prima apparizione risale al 19 dicembre 2009, nello slalom speciale di Madonna di Campiglio chiuso al 37º posto, mentre in Coppa del Mondo ha esordito il 6 marzo 2011 a Kranjska Gora in slalom speciale, senza completare la gara. Il 18 gennaio 2013 ha conquistato a Wengen i suoi primi punti in Coppa del Mondo (14º in supercombinata). Alla sua prima presenza iridata, Schladming 2013, è stato 29º nella discesa libera, 27º nel supergigante, 31º nello slalom gigante e 12º nella supercombinata.
Ai XXII Giochi olimpici invernali di Soči 2014, suo debutto olimpico, ha gareggiato in tutte le specialità, classificandosi 24º nella discesa libera, 29º nel supergigante, 37º nello slalom gigante e non completando lo slalom speciale e la supercombinata. L'anno dopo ha vinto la South American Cup 2015 e ai Mondiali di Vail/Beaver Creek è stato 10º nel supergigante, 33º nello slalom gigante, 16º nella combinata e non ha completato la discesa libera.
Dopo aver vinto la South American Cup 2016, il 15 gennaio 2016 ottiene il primo piazzamento nei dieci in Coppa del Mondo, chiudendo al settimo posto la supercombinata di Wengen; ai Mondiali di Sankt Moritz 2017 24º nella discesa libera, 22º nella combinata e non ha completato il supergigante. Ai XXIII Giochi olimpici invernali di Pyeongchang 2018 si è classificato 25º nel supergigante, 10º nella combinata e non ha completato la discesa libera. L'anno dopo ha vinto la South American Cup 2019 e ai Mondiali di Åre 2019 è stato 43º nella discesa libera, 24º nella combinata, non ha completato il supergigante e non si è qualificato per la finale dello slalom gigante.

## Palmarès

### Coppa del Mondo
- Miglior piazzamento in classifica generale: 68º nel 2016

### Coppa Europa
- Miglior piazzamento in classifica generale: 61º nel 2012

### Nor-Am Cup
- Miglior piazzamento in classifica generale: 50º nel 2024
- 1 podio:
  - 1 terzo posto

### South American Cup
- Vincitore della South American Cup nel 2015, nel 2016 e nel 2019
- Vincitore della classifica di supergigante nel 2019
- Vincitore della classifica di supercombinata nel 2015
- 23 podi:
  - 9 vittorie
  - 7 secondi posti
  - 7 terzi posti

#### South American Cup - vittorie
| Data              | Località     | Paese | Specialità |
| ----------------- | ------------ | ----- | ---------- |
| 4 settembre 2014  | La Parva     | Cile  | DH         |
| 18 settembre 2014 | El Colorado  | Cile  | SC         |
| 18 settembre 2014 | El Colorado  | Cile  | SG         |
| 18 settembre 2014 | El Colorado  | Cile  | SG         |
| 26 agosto 2016    | Valle Nevado | Cile  | SG         |
| 5 settembre 2017  | La Parva     | Cile  | DH         |
| 18 settembre 2017 | El Colorado  | Cile  | SG         |
| 4 settembre 2018  | La Parva     | Cile  | DH         |
| 12 settembre 2018 | El Colorado  | Cile  | SG         |

Legenda:

DH = discesa libera

SG = supergigante

SC = supercombinata

### Campionati sloveni
- 19 medaglie[1]:
  - 8 ori (supergigante, supercombinata nel 2012; slalom gigante nel 2014; discesa libera nel 2015; combinata nel 2017; discesa libera, supergigante nel 2019; combinata nel 2023)
  - 4 argenti (discesa libera, supergigante nel 2017; combinata nel 2019; slalom speciale nel 2024)
  - 7 bronzi (slalom gigante, slalom speciale nel 2012; slalom speciale nel 2013; supergigante, combinata nel 2015; slalom gigante nel 2017; supergigante nel 2023)